# Saint-André-de-Briouze
Pour les articles homonymes, voir Saint-André.
Saint-André-de-Briouze est une commune française, située dans le département de l'Orne en région Normandie, peuplée de 175 habitants.

## Géographie
La commune est en pays d'Houlme, partie du Bocage normand. Son bourg est à 5 km au nord-est de Briouze, à 8 km au sud-ouest de Putanges-Pont-Écrepin et à 21 km à l'est de Flers.
| Craménil | Putanges-le-Lac (comm. dél. de Chênedouit) | Ménil-Gondouin                                         |
| Briouze  | Saint-André-de-Briouze                     | Putanges-le-Lac (comm. dél. de La Fresnaye-au-Sauvage) |
| Pointel  | Saint-Hilaire-de-Briouze                   | Saint-Hilaire-de-Briouze                               |

### Hydrographie
La commune est située dans le bassin Seine-Normandie. Elle est drainée par la Rouvre, le Val du Breuil, la Fontaine au Heron, le Bel Argent, le cours d'eau 01 de la Fonctière, le cours d'eau 01 de l'Auberge, le cours d'eau 01 de l'Étre Mallet, le fossé 01 du Champ des Poiriers et le ruisseau des Vaux,,.
La Rouvre, d'une longueur de 46 km, prend sa source dans la commune de Beauvain et se jette  dans l'Orne à Mesnil-Villement, après avoir traversé 17 communes. Les caractéristiques hydrologiques de la Rouvre sont données par la station hydrologique située sur la commune de Sainte-Gauburge-Sainte-Colombe. Le débit moyen mensuel est de 0,805 m3/s. Le débit moyen journalier maximum est de 9,01 m3/s, atteint lors de la crue du 17 janvier 1999. Le débit instantané maximal est quant à lui de 9,48 m3/s, atteint le 16 janvier 1999.

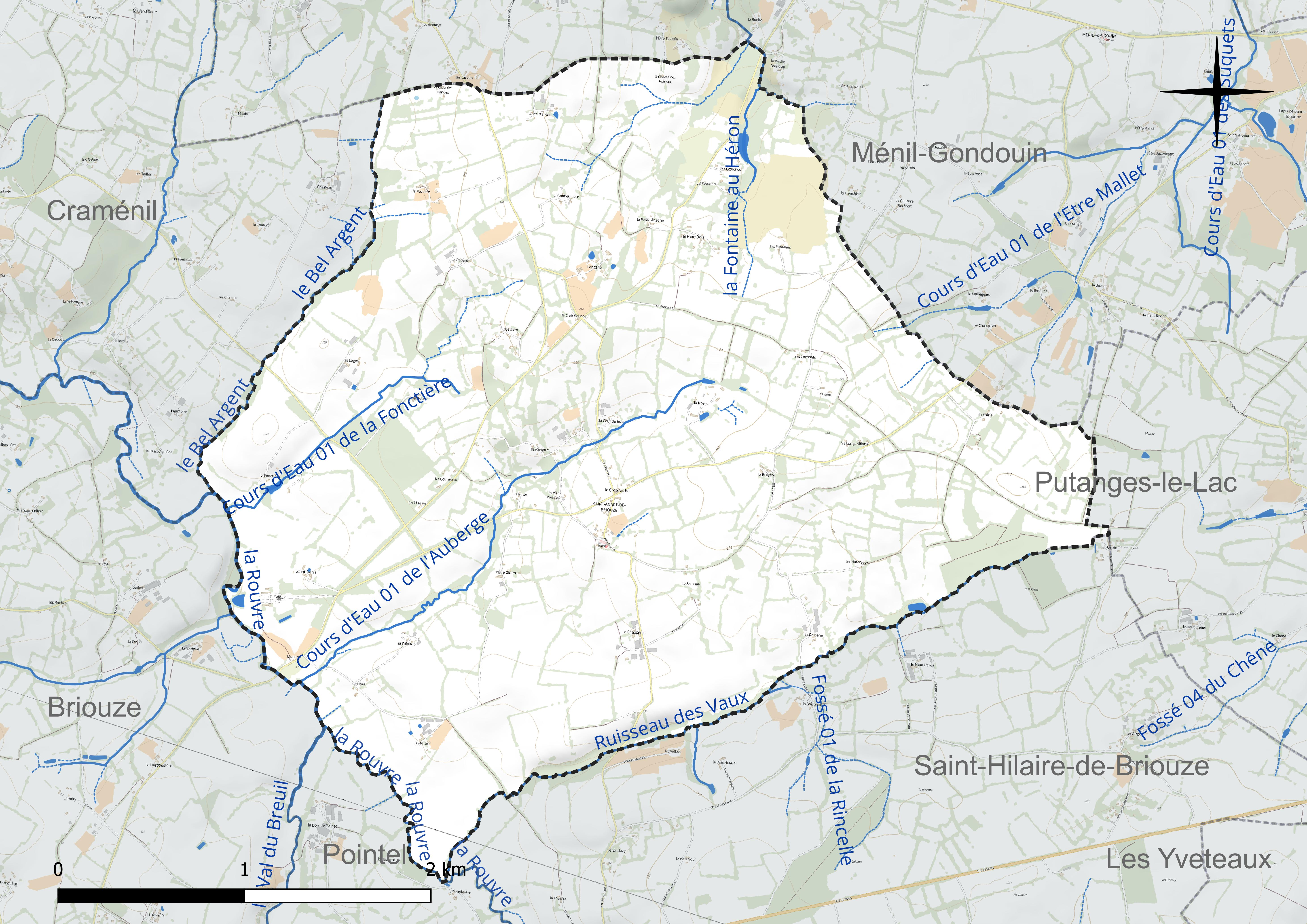
Réseau hydrographique de Saint-André-de-Briouze.

Le Val du Breuil, d'une longueur de 17 km, prend sa source dans la commune de Bellou-en-Houlme et se jette  dans la Rouvre en limite de Briouze et de Pointel, face à Saint-André-de-Briouze, après avoir traversé quatre communes.

### Climat
Pour des articles plus généraux, voir Climat de la Normandie et Climat de l'Orne.
En 2010, le climat de la commune est de type climat océanique altéré, selon une étude du CNRS s'appuyant sur une série de données couvrant la période 1971-2000. En 2020, Météo-France publie une typologie des climats de la France métropolitaine dans laquelle la commune est exposée à un climat océanique et est dans la région climatique Normandie (Cotentin, Orne), caractérisée par une pluviométrie relativement élevée (850 mm/a) et un été frais (15,5 °C) et venté. Parallèlement le GIEC normand, un groupe régional d’experts sur le climat, différencie quant à lui, dans une étude de 2020, trois grands types de climats pour la région Normandie, nuancés à une échelle plus fine par les facteurs géographiques locaux. La commune est, selon ce zonage, exposée à un « climat contrasté des collines », correspondant au Bocage normand, bien arrosé, voire très arrosé sur les reliefs les plus exposés au flux d’ouest, et frais en raison de l’altitude.
Pour la période 1971-2000, la température annuelle moyenne est de 10,1 °C, avec une amplitude thermique annuelle de 13,6 °C. Le cumul annuel moyen de précipitations est de 864 mm, avec 13,1 jours de précipitations en janvier et 7,8 jours en juillet. Pour la période 1991-2020, la température moyenne annuelle observée sur la station météorologique la plus proche, située sur la commune de Briouze à 4 km à vol d'oiseau, est de 10,9 °C et le cumul annuel moyen de précipitations est de 920,5 mm,. Pour l'avenir, les paramètres climatiques de la commune estimés pour 2050 selon différents scénarios d’émission de gaz à effet de serre sont consultables sur un site dédié publié par Météo-France en novembre 2022.

## Urbanisme

### Typologie
Au 1er janvier 2024, Saint-André-de-Briouze est catégorisée commune rurale à habitat très dispersé, selon la nouvelle grille communale de densité à sept niveaux définie par l'Insee en 2022.
Elle est située hors unité urbaine et hors attraction des villes,.

### Occupation des sols
L'occupation des sols de la commune, telle qu'elle ressort de la base de données européenne d’occupation biophysique des sols Corine Land Cover (CLC), est marquée par l'importance des territoires agricoles (100 % en 2018), une proportion identique à celle de 1990 (100 %). La répartition détaillée en 2018 est la suivante :
prairies (74,2 %), zones agricoles hétérogènes (13 %), terres arables (12,9 %). L'évolution de l’occupation des sols de la commune et de ses infrastructures peut être observée sur les différentes représentations cartographiques du territoire : la carte de Cassini (XVIIIe siècle), la carte d'état-major (1820-1866) et les cartes ou photos aériennes de l'IGN pour la période actuelle (1950 à aujourd'hui).

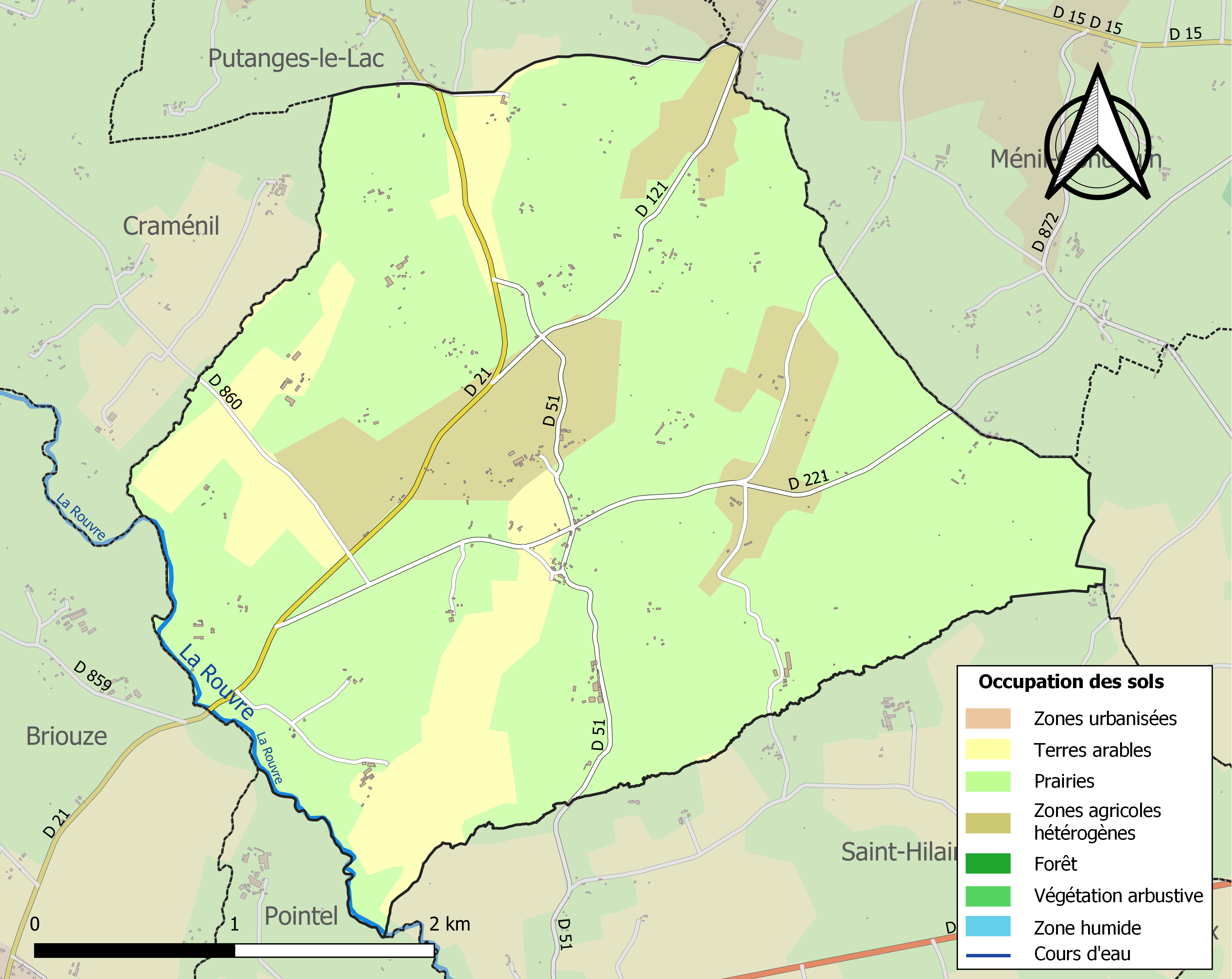
Carte des infrastructures et de l'occupation des sols de la commune en 2018 (CLC).

## Toponymie
L'hagiotoponyme de la localité est attesté sous la forme Sanctus Andreas au XIIIe siècle.
La paroisse était dédiée à l'apôtre André et Briouze, ancien chef-lieu de canton, borde la commune à l'ouest.
Le gentilé est Saint-Andréen.

## Histoire
D'après le mémoire de 1767, délivré à la préfecture de l'Orne : en Bocage, il y a deux petites communes, le restant du terrain bon au labour, il y a plan, bois et pâture, point de commerce et d'industrie. M. du Repas a les deux tiers de la dîme avec la cure (2 460 livres). Les habitants sont aisés.
Saint-Denys-de-Briouze ou Chapisière : cette dernière dénomination indique le berceau primitif de la famille Chappe. Avant la Révolution, Saint-Denis était une paroisse dont la présentation à la cure était alternative entre le prieur de Briouze et le seigneur temporel.
En 1821, Saint-André-de-Briouze (611 habitants) absorbe Saint-Denis-de-Briouze (144 habitants), à l'ouest de son territoire.

### Histoire du château de Saint-Denys
Le château est bâti sur les bords de la Rouvre. Un souterrain passant sous l'île du Moulin le reliait au Plessis de Briouze.
La famille de Cousin (de Louvellières) l'habitait au XVIe siècle. Elle avait pour armoiries "d'azur à un chevron d'argent, accompagné de trois molettes d'or". Au XVIIe, la seigneurie de Saint-Denys passa, par suite d'une alliance, à Jean-Baptiste-Louis de Clermont-d'Amboise, marquis de Resnel.
En 1768, elle était en la possession d'Alexandre Charles Guillaume de Chennevières, seigneur de Saint-Denys et de Repentigny. Il s'est marié le 10 janvier 1741 avec Louise Renée Chapelle du Pontchapelle, contrat de mariage sous seing privé le 26 novembre 1740, fils de Jean Charles de Chennevières, seigneur de la Fresnaye, et de Marie de Cathey.
Le 29 septembre 1766, mourait à Pointel, à l'âge de 50 ans, messire Charles Gaspard de Chennevières, écuyer, seigneur du lieu, qui de son mariage, avec dame Catherine Marguerite Billard de Champeaux, laissait pour héritier Charles Philippe Jacques Alexandre, marquis de Chennevières, né le 14 janvier 1759 à Briouze, écuyer du comte d'Artois et capitaine commandant au régiment des dragons d'Artois, décédé en 1831 à Pointel. Celui-ci épousa, à Gizaucourt dans la Marne, en 1790 mademoiselle Madeleine de Baillet (1774-1797).
Au mois de juillet 1789, le château de Saint-Denys, appartenant encore à un membre de la famille Chennevières, était livré au pillage par une bande de paysans ameutés qui, après avoir mis le feu à son chartier, auraient ôté la vie au propriétaire, s'il n'était parvenu à s'échapper de leurs mains.
Le 12 janvier 1791, à Gizaucourt, est née de cette union Charlotte Nicole Stéphanie de Chennevières Pointel. Elle se mariait le 2 mai 1810 à Argentan, avec René Charles Alexandre de la Haye d'Ommoy, né le 11 janvier 1789 à Ommoy dans l'Orne, fils de François Laurent René et de Marie Augustine Jambon de Saint-Cyr, et décédé en 1842 à Argentan.
Ce dernier, héritier de son père, possédait en toute propriété le château et la terre de Saint-Denys dont il fit donation à sa future épouse.
Un long procès s'engagea bientôt entre le beau-père et le gendre relativement à la gestion des biens de madame la marquise d'Ommoy, et tous les tribunaux de la région en retentirent. Maître Berrier-Fontaine à Argentan, maître Thomine-Desmasures à Caen, et maître Odilon Barrot à Paris, prêtèrent aux parties le secours de leurs éloquence. D'innombrables mémoires s'échangèrent de part et d'autre. Une partie du patrimoine des deux familles y passa.
Vivement irrité contre son gendre, Charles Philippe Jacques Alexandre de Chennevières contracta un second mariage. Il épousa demoiselle Marie Charlotte Fouchard.
C'est de ce mariage que naquit, le 23 juillet 1820 à Falaise, le marquis Charles-Philippe de Chennevières Pointel (dit Jean de Falaise). N'ayant pas heureusement épousé les querelles paternelles, le futur directeur des Beaux-Arts, initiateur de l'Inventaire général des richesses d'art de la France, conservateur des musées de Paris, historien d'art et collectionneur, avait dans ses jeunes années, un asile hospitalier dans le château de Saint-Denys, résidence de sa grande sœur, son aînée de trente ans.
Une légende se rattache au vieux château de Saint-Denys, un de ses seigneurs, Sonnard de Cousin, qui battait monnaie, avait dit-on, caché un trésor, du moins, l'écrit suivant, déposé dans le chartrier de famille l'affirmait positivement : « quiconque creusera, grand trésor trouvera ». Le marquis d'Ommoy auquel, depuis son procès, la fortune avait cessé de sourire, n'avait-il pas là une excellente occasion de remettre ses finances à niveau ? Du moins, il l'espéra. Il rechercha donc partout le précieux trésor et, pour le découvrir, fit abattre une partie du vieux château, et pratiquer une foule d'excavations dans ses jardins et sa prairie. Hélas ! Il y fut pour ses frais et ses peines, car le trésor est encore à trouver.

### Les dimes de Saint-André-de-Briouze avant la Révolution
Extrait du pouillé : " Le chapelain de Sainte-Anne de Chesnedouit a les deux tiers en la paroisse de Saint-André-de-Briouze de toutes les dîmes en grains, mais il paie 36 livres au curé pour lui tenir lieu des anciennes novales. Cela se voit par le bail passé devant Duhamel, notaire à Coutances, le 16 septembre 1752, par le sieur Caruel, chapelain, il était obligé de payer 170 livres par an pour de nouvelles novales pour 6 ans. Après le curé pourrait jouir par lui-même des dites novales".

### L'abbé Bertin
Le premier officier public de Saint-André-de-Briouze, membre du conseil général de la commune, élu le 12 décembre, an premier de la République française, pour recevoir les actes destinés à constater les naissances, mariages et décès des citoyens. Tout à la fois chargé du civil et du religieux, l'abbé Bertin fut nommé par l'arrondissement de Briouze, député à l'Assemblée du département Falaise-Domfront, subdélégation de La Ferté-Macé. Il disparut en 1796 ; où et comment est-il mort, on n'en sait rien. Il eut des démêlés avec M. et Mme de Bois-Magny (in brochure imprimée à Falaise et intitulée Mémoires d'Alexandre Bertin, curé de la commune de Saint-André-de-Briouze, contre les calomnies dont la continuité l'afflige). Monsieur de Villeroy a porté ce jugement sur Bertin : « Ingenio non carens, donum persuadendi habens, cognitas difficillis » (c'était un homme d'esprit, ayant le talent de la persuasion, mais difficile à connaître).
En arrivant en 1937, l'abbé Jacques Dalmas qui officiait durant trente ans à Saint-André-de-Briouze, constata que la paroisse était habitée par des villageois qui se trouvaient être de bons paroissiens assidus, à hauteur de 95 %. Cette commune de plus de 1 200 hectares est composée d'un petit bourg et de nombreux petits villages assez dispersés, cependant les habitants, malgré des chemins difficiles d'accès se rendaient régulièrement à la messe dominicale, c'était un lieu de foi et de rencontre. On constate, l'édification de croix et de calvaires dès 1741, sur les chemins et les routes de Saint-André-de-Briouze. Ils sont les signes de la foi des siècles passés.

### La Libération
Le matin du 6 juin 1944, vers 4 heures du matin, les canons tonnent au loin en direction du nord. Flers et Condé-sur-Noireau sont bombardés dans la soirée. Le lendemain, c'est au tour de Briouze. C'est dans l'après-midi, les avions anglais et américains décrivent un grand cercle dont l’extrémité semble être Saint-André. Jusqu'au 14 août 1944, les opérations aériennes succèdent à des accalmies. Les Alliés avancent progressivement tandis que les combats aériens s'intensifient et se multiplient. Un avion américain est abattu, il s'écrase à la Vidière. Des soldats allemands s'installent dans la cour de l'école, avec un poste de radio récepteur-émetteur. Le 15 août deux soldats allemands se détendent dans la cour de la ferme voisine, la Chapperie ; un avion passe et les mitraille, l'un d'eux, Mikael Wenniger, est tué. Il est inhumé dans le cimetière et son corps est transporté dans un cimetière militaire après la guerre. Le même jour, des SS installent une infirmerie de campagne dans le presbytère. Dans la nuit une pluie d'obus tombe sur la commune. Les Américains tirent depuis le mont d'Hère, à 15 km. Leurs obus tuent une jeune fille, Solange Ribault, au village la Bruyère. C'est la seule victime civile de la guerre à Saint-André-de-Briouze.
Le 11 juillet 1944, le P-51 Mustang du lieutenant Salvatore Mecca, américain d'origine mexicaine, est touché en combat aérien et s'écrase à la Violetière sur la commune de Saint-André-de-Briouze. Des volontaires de la commune ramassent les restes du pilote et les déposent dans une petite boite en bois, pour ensuite l'inhumer au cimetière. Ses papiers ont été remis à la mairie. Ce n'est qu'après la guerre qu'ils seront restitués aux services américains de renseignements. Le lieutenant Mecca est désormais inhumé au cimetière américain de Colleville-sur-Mer depuis 1948. Le 18 juillet, un P-47 Thunderbolt du lieutenant Alvis Noble est touché et s'écrase dans une prairie au lieu-dit la Foirie. Le jeune pilote de 24 ans originaire du Texas n'a pas pu utiliser son parachute. Inhumé dans le cimetière de la paroisse, après la guerre il sera transféré au cimetière militaire de Neupré en Belgique. En souvenir de leur sacrifice, une plaque a été apposée en juillet 2004 sur le mur du cimetière.
En 1947, l'affaire Victor Delorme, une des dernières affaires de sorcellerie de l'Orne, se déroule à Saint-André-de-Briouze. L'auteur de l'assassinat, un cantonnier habitant le Haut-Bois en Saint-André, sera jugé irresponsable en cour d'assises à Alençon en février 1948.

## Politique et administration
| Période                                  | Période               | Identité                         | Étiquette | Qualité           |
| ---------------------------------------- | --------------------- | -------------------------------- | --------- | ----------------- |
| ?                                        | 12 décembre 1792      | Marie-François Brout             | -         | -                 |
| 12 décembre 1792                         | an I                  | Alexandre Benoît Bertin          | -         | -                 |
| 4 vendémiaire an III                     | 28 vendémiaire an III | Marin-François Brout             | -         | -                 |
| 28 vendémiaire an III                    | an IV                 | Jacques-François-Philippe Chappe | -         | -                 |
| an IV                                    | an V                  | Denis-Jacques-Nicolas Delange    | -         | -                 |
| an V                                     | an VI                 | Nicolas Bouquerel                | -         | -                 |
| 1 prairial an VI                         | 1 vendémiaire an VI   | Jean Delaunay                    | -         | -                 |
| 1 vendémiaire an VI                      | an VII                | Pierre Brout                     | -         | -                 |
| an VII                                   | an VIII               | Jean Delaunay                    | -         | -                 |
| an IX                                    | 1809                  | Marin-François Brout             | -         | -                 |
| 1809                                     | 1830                  | Jacques Toutain                  | -         | -                 |
| 1830                                     | 1837                  | Bouquerel                        | -         | -                 |
| 1837                                     | 1840                  | François Lefoyer                 | -         | -                 |
| 1840                                     | 1844                  | Amédée de Lalande                | -         | -                 |
| 1844                                     | 1849                  | Henri du Boscq                   | -         | -                 |
| 1849                                     | 1852                  | Amédée de Lalande                | -         | -                 |
| 1852                                     | 1881                  | Achille du Boscq                 | -         | -                 |
| 1882                                     | ?                     | Léon Ernest Rabot                | -         | -                 |
| ?                                        | ?                     | Pierre Goubie                    | -         | -                 |
| ?                                        | ?                     | Crespin                          | -         | -                 |
| ?                                        | mars 2001             | Bernard Delaunay                 | -         | -                 |
| mars 2001                                | mars 2014             | Jacques Blanchetière             | SE        | Pharmacien        |
| mars 2014                                | En cours              | Lucien Buat                      | SE        | Retraité agricole |
| Les données manquantes sont à compléter. |                       |                                  |           |                   |

Le conseil municipal est composé de onze membres dont le maire et deux adjoints.
Saint-André-de-Briouze a adhéré le 1er janvier 2013 à la communauté de communes du Pays de Briouze.

## Démographie
L'évolution du nombre d'habitants est connue à travers les recensements de la population effectués dans la commune depuis 1793. Pour les communes de moins de 10 000 habitants, une enquête de recensement portant sur toute la population est réalisée tous les cinq ans, les populations de référence des années intermédiaires étant quant à elles estimées par interpolation ou extrapolation. Pour la commune, le premier recensement exhaustif entrant dans le cadre du nouveau dispositif a été réalisé en 2007.
En 2022, la commune comptait 175 habitants, en évolution de −5,91 % par rapport à 2016 (Orne : −3,21 %, France hors Mayotte : +2,11 %).
Saint-André-de-Briouze a compté jusqu'à 755 habitants en 1821, population totale des recensements des communes de Saint-André-de-Briouze et Saint-Denis-de-Briouze, fusionnées la même année.
| 1793 | 1800 | 1806 | 1821 | 1836 | 1841 | 1846 | 1851 | 1856 |
| ---- | ---- | ---- | ---- | ---- | ---- | ---- | ---- | ---- |
| 542  | 596  | 621  | 611  | 726  | 667  | 658  | 640  | 630  |

| 1861 | 1866 | 1872 | 1876 | 1881 | 1886 | 1891 | 1896 | 1901 |
| ---- | ---- | ---- | ---- | ---- | ---- | ---- | ---- | ---- |
| 616  | 587  | 541  | 558  | 518  | 471  | 444  | 408  | 406  |

| 1906 | 1911 | 1921 | 1926 | 1931 | 1936 | 1946 | 1954 | 1962 |
| ---- | ---- | ---- | ---- | ---- | ---- | ---- | ---- | ---- |
| 359  | 338  | 292  | 292  | 267  | 280  | 298  | 285  | 260  |

| 1968 | 1975 | 1982 | 1990 | 1999 | 2006 | 2007 | 2012 | 2017 |
| ---- | ---- | ---- | ---- | ---- | ---- | ---- | ---- | ---- |
| 235  | 208  | 179  | 164  | 170  | 181  | 182  | 195  | 179  |

| 2022 | - | - | - | - | - | - | - | - |
| ---- | - | - | - | - | - | - | - | - |
| 175  | - | - | - | - | - | - | - | - |

| 1793 | 1800 | 1806 | 1821 |
| ---- | ---- | ---- | ---- |
| 123  | 135  | 131  | 144  |

## Lieux et monuments
Construite sur un rocher granitique, l'église Saint-André, de style normand avec son clocher en bâtière, a été agrandie au début du XIXe siècle, la tour et le portail sont du XVIe siècle avec un grand autel néo-classique, trois tableaux ornent le retable, celui de gauche représente la Sainte-Vierge, celui de droite saint Denys, et au sommet une descente de croix, œuvre attribué à Simon Vouet, peintre et graveur français du début du XVIIe siècle, qui travailla pour Louis XIII et le cardinal de Richelieu. Les statues de saint Joseph et de saint André ornent le retable. L'édifice abrite également une statue de saint Méen, invoqué pour la guérison des maladies de peau.
Le patrimoine communal est complété par un presbytère, une ancienne école communale de garçons et une ancienne école de filles, une salle patronale, une chapelle, un petit bourg et quelques hameaux dispersés sur 1 221 hectares, le château de Saint-Denis et le château de la Noë. En partant du bourg en direction de Putanges, à un kilomètre, une grille et une allée bordée de peupliers mène au château de la Noë qui fut acquis par Henri Dubosc en 1810.
Une chapelle a été érigée en 1947 en ex-voto après guerre, près du bourg.
L'ancienne église de Saint-Denis du XVIe siècle est un édifice avec nef et chœur, abside à trois pans, fenêtres en plein cintre ; à l'intérieur trace de fresque.
Sont également présents sur le territoire une motte féodale entourée d'eau au lieu-dit la Motte et plusieurs calvaires : la croix Girard (1741, restaurée en 1995), la croix Verte (1890), le calvaire de Saint-Denis, la croix Larue ou Rabot (1894), la croix des Chasses et la croix du cimetière.

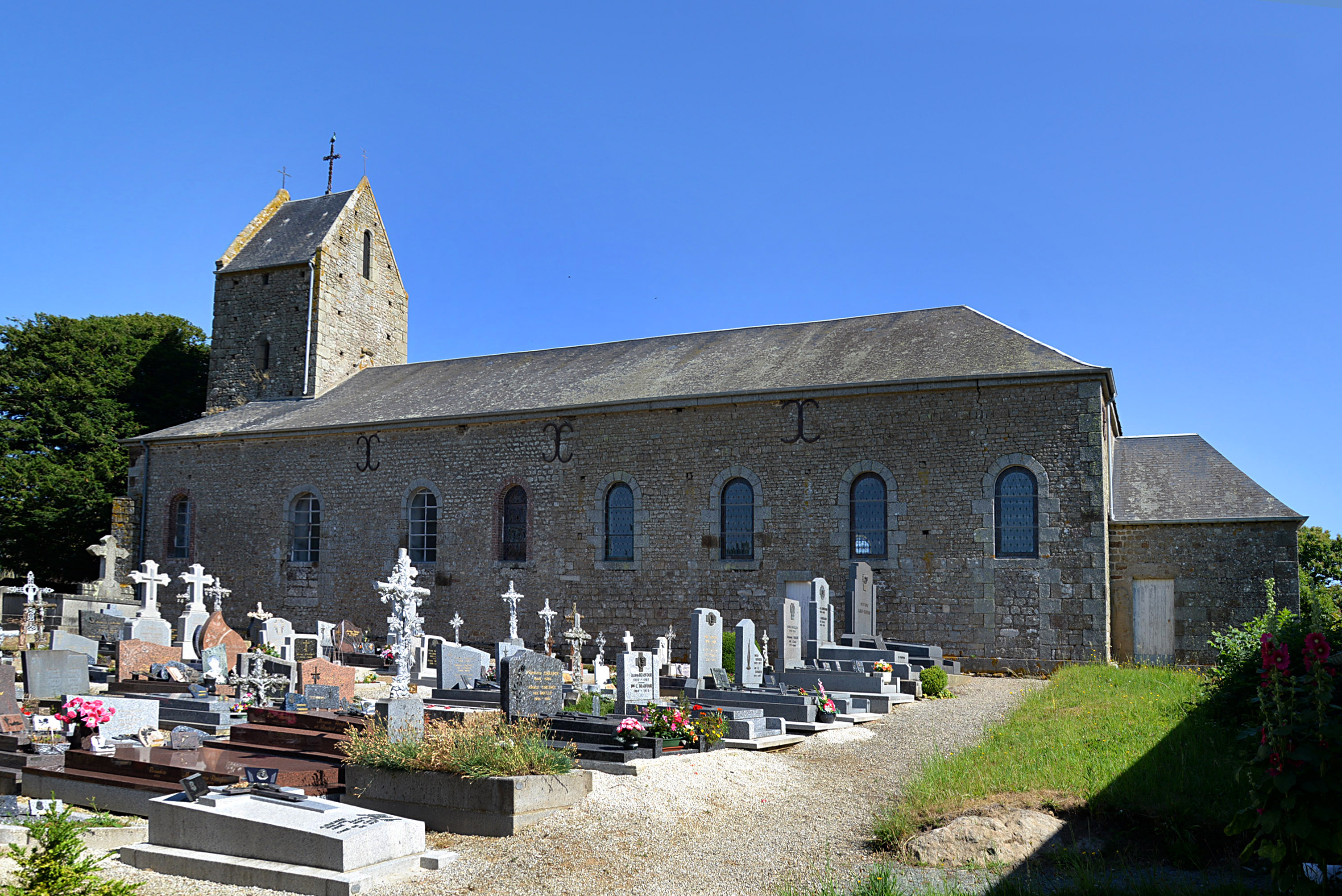
L’église Saint-André.
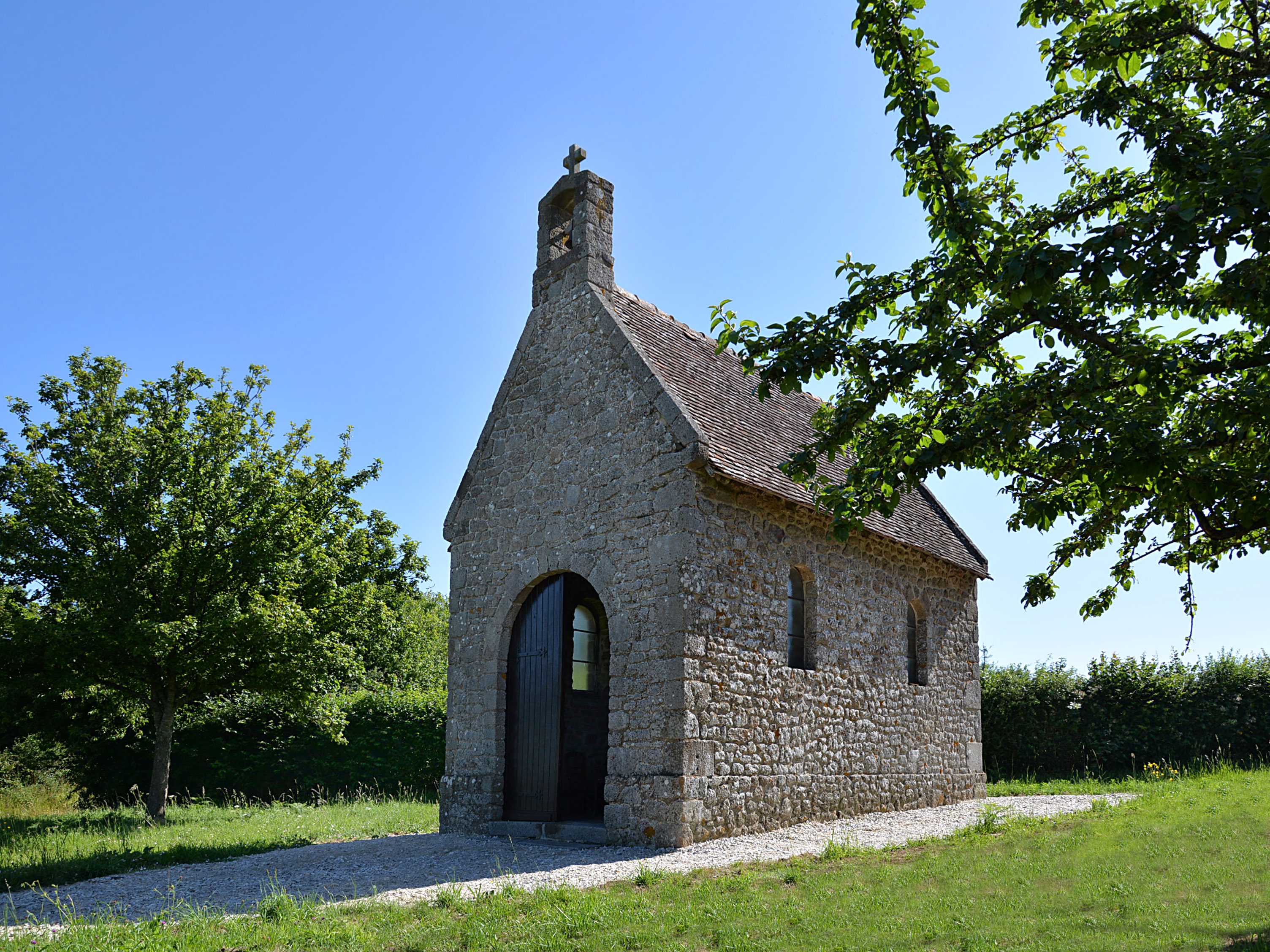
La chapelle Notre-Dame.
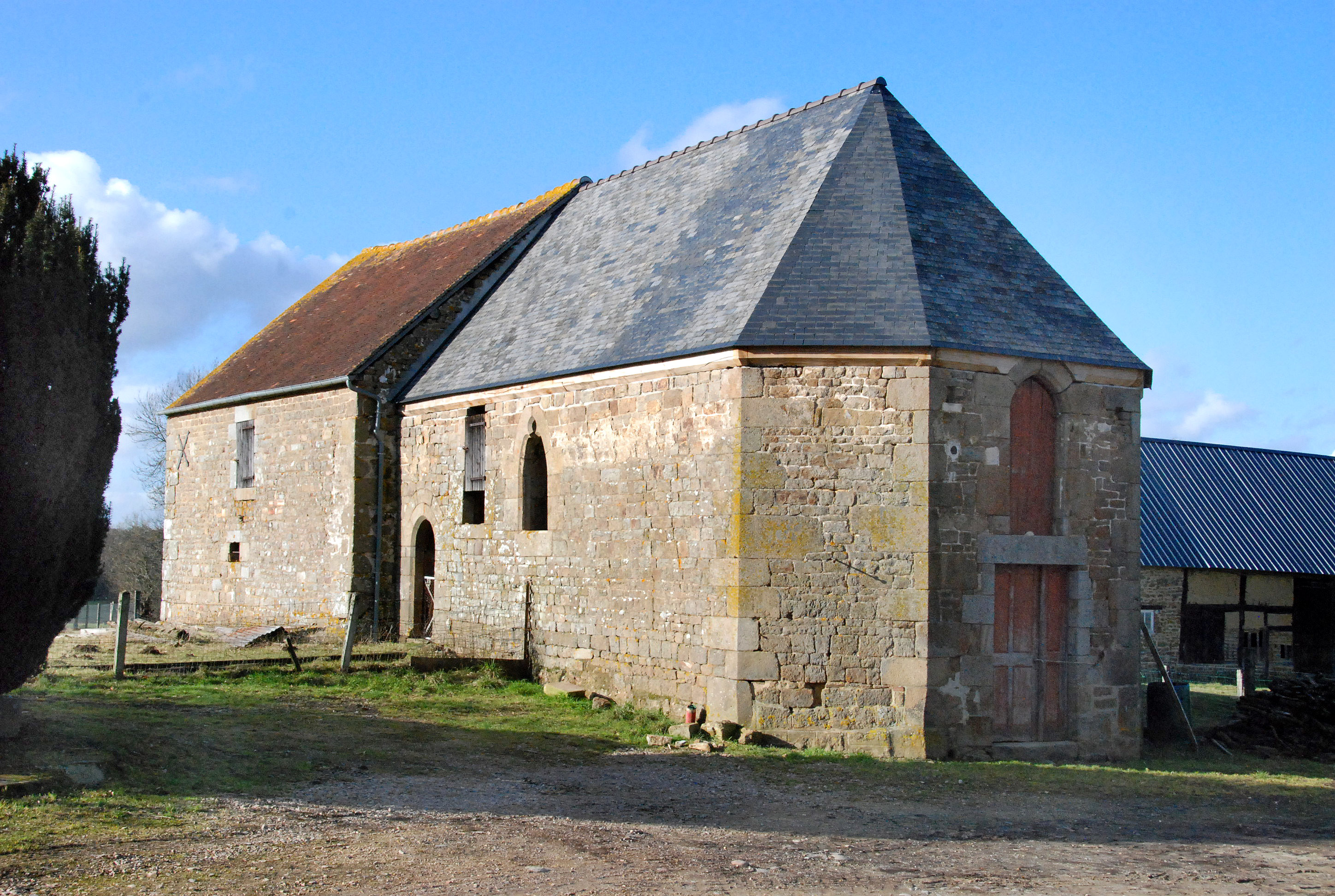
L’ancienne église Saint-Denis.